# Latiendothyra
Latiendothyra es un género de foraminífero bentónico de la subfamilia Endostaffellinae, de la familia Endothyridae, de la superfamilia Endothyroidea, del suborden Fusulinina y del orden Fusulinida. Su especie tipo es Endothyra latispiralis. Su rango cronoestratigráfico abarca desde el Tournaisiense superior hasta el Viseense inferior (Carbonífero inferior).

## Discusión
Clasificaciones más recientes incluyen Latiendothyra en el suborden Endothyrina, del orden Endothyrida, de la subclase Fusulinana de la clase Fusulinata.

## Clasificación
Latiendothyra incluye a las siguientes especies:
- Latiendothyra glomospiroides †
- Latiendothyra latispiralis †
- Latiendothyra tumidiformis †
- Latiendothyra quaesita †